# Salix latifolia
Salix latifolia är en videväxtart som beskrevs av John Forbes. Salix latifolia ingår i släktet viden, och familjen videväxter. Inga underarter finns listade i Catalogue of Life.